# رادو نیکولسکو (بازیکن فوتبال، زاده ۱۹۰۹)
رادو نیکولسکو (رومانیایی: Radu Niculescu؛ زادهٔ ۱۱ نوامبر ۱۹۰۹ - درگذشته نامشخص) بازیکن فوتبال اهل رومانی بود.
وی همچنین در تیم ملی فوتبال رومانی بازی کرده‌است.